# Middleton-on-Leven
Middleton-on-Leven – osada w Anglii, w hrabstwie North Yorkshire, w dystrykcie (unitary authority) North Yorkshire. Leży 60 km na północ od miasta York i 340 km na północ od Londynu.